# Scolaricia capensis
Scolaricia capensis är en ringmaskart som beskrevs av Francis Day 1961. Scolaricia capensis ingår i släktet Scolaricia och familjen Orbiniidae. Inga underarter finns listade i Catalogue of Life.